# Tom Trybull
Tom Trybull (ur. 9 marca 1993 w Berlinie) – niemiecki piłkarz występujący na pozycji pomocnika w duńskim klubie Odense Boldklub.

## Kariera
Trybull jest wychowankiem 1. FC Union Berlin. W 2008 trafił do drużyny juniorów Hansy Rostock. W 2010 dołączył do kadry pierwszego zespołu tego klubu. Przed sezonem 2011/2012 postanowił odejść do Werderu Brema. W rozgrywkach Bundesligi zadebiutował 21 stycznia 2012 w meczu przeciwko 1. FC Kaiserslautern (0:0). Następnie grał w FC St. Pauli (2014–2015), SpVgg Greuther Fürth (2015–2016), ADO Den Haag (2016–2017). W 2017 został zawodnikiem Norwich City, z którym w 2019 wywalczył awans do Premier League. W najwyższej lidze angielskiej zadebiutował 9 sierpnia 2019 w przegranym 1:4 meczu z Liverpoolem. W 2020 został wypożyczony do Blackburn Rovers. W 2021 definitywnie przeszedł do Hannover 96. W 2022 trafił do SV Sandhausen. W styczniu 2023 został zawodnikiem Blackpool, z którego odszedł w sierpniu tego samego roku. We wrześniu 2023 podpisał kontrakt z Odense Boldklub. Po sezonie 2023/24 odszedł z duńskiego klubu, jednak 14 sierpnia 2024 powrócił do niego i podpisał nowy, dwuletni kontrakt.